# Хунг Йен (провинция)
Хунг Йен (на виетнамски: Hưng Yên) (буквално Идиличен просперитет) е виетнамска провинция, разположена в регион Донг Банг Сонг Хонг в северната част на страната. Населението е 1 176 300 жители (по приблизителна оценка за юли 2017 г.).

## Административно деление
Провинция Хунг Йен се състои от един град-административен център Хунг Йен и девет окръга:
- Ан Тхи
- Кхоай Тау
- Ким Донг
- Ми Хао
- Фу Ку
- Лиен Лу
- Ван Жианг
- Ван Лам
- Йен Ми